# Decma bolivari
Decma bolivari är en insektsart som först beskrevs av Heinrich Hugo Karny 1924.  Decma bolivari ingår i släktet Decma och familjen vårtbitare. Inga underarter finns listade i Catalogue of Life.